# GIS-Steiermark
GIS-Steiermark ist die Geodateninfrastruktur des Landes Steiermark. Es versteht sich als öffentliche Serviceeinrichtung. Es integriert Inhalte von ortsbezogenen Planungsgrundlagen aus allen Bereichen der steiermärkischen Landesverwaltung und kooperiert dabei mit anderen Landesdienststellen, Bundeseinrichtungen, Gemeinden und Privaten. Das GIS-Steiermark stellt diese Geodaten und daraus generierte Mehrwertprodukte der Landesverwaltung und Externen, insbesondere Wirtschaft, Forschungseinrichtungen und Bürgern zur Verfügung. Es implementiert die Verwaltungs-Geodaten-Infrastruktur des Landes Steiermark.

## Rückblick
Erste Aktivitäten wurden im Zusammenhang mit der Nuklearkatastrophe von Tschernobyl im Jahr 1986 durch die Erstellung von Strahlungsbelastungskarten gesetzt. 1987 erfolgte die Auftragsvergabe für Hard- und Software, womit das Landes-GIS auf Schiene war. Es folgten umfassende Datenerhebungen unter Einbeziehung aller relevanten Fachbereiche des Landes. Nachdem in den ersten Jahren das System als Landes-Umwelt-Informations-System (LUIS) geführt wurde, erfolgte 1993 die Umbenennung in GIS-Steiermark. Das bisher größte GIS-Projekt war die flächendeckende Digitalisierung des Grundstückskatasters in den Jahren 2000–2003 in Kooperation mit dem Bundesamt für Eich- und Vermessungswesen (BEV) sowie der Kammer der Architekten und Ingenieurkonsulenten für Steiermark und Kärnten. Seit dem Aufkommen der Internet-Technologie stellt das GIS-Steiermark zahlreiche Geoinformationen über Web-Applikationen frei zur Verfügung. Im Juni 2008 wurde das GIS-Steiermark als Marke registriert. Seit dem Jahr 2013 werden digitale Farborthofotos über ein österreichweites Kooperationsprojekt vom Bundesamt und Ländern erzeugt. Betrieben wird es vom Referat Statistik und Geoinformation in der Abteilung 17.

## Strategische Ausrichtung
Das GIS-Steiermark verfolgt die folgenden vier wesentlichen strategischen Ziele:
- Planungsgrundlagen für die regionale Landes-Standortpolitik bereitstellen.
- Ein hohes Maß an landesinterner GIS-Nutzung erreichen.
- Eine breite externe Nutzung von Landes-Geoinformationen ermöglichen.
- Den Ausbau der Landes-Geodaten-Infrastruktur forcieren.

## GIS-Steiermark Geodatenpool
Die Sammlung der Geodaten des GIS-Steiermark umfasst mittlerweile über 700 thematische Einzelebenen, die in einer zentralen Geodatenbank verwaltet und in einem Geodatenkatalog dokumentiert werden. Die größten gegenwärtig laufenden Basisdaten-Erstellungsprojekte sind die laufende Aktualisierung der Luftbilder bzw. Orthofotos und die Vorbereitung einer österreichweiten Kooperation von Bund und Ländern zur flächendeckenden Aktualisierung der vorhandenen ALS-Daten aus der Epoche 1. Gleichzeitig werden laufend ortsbezogene Fachinformationen von allen Landes-Dienststellen in das GIS-Steiermark übernommen.
Der Geodatenpool steht allen Mitarbeitern der Landesverwaltung zur Verfügung und wird auszugsweise an Externe weitergegeben, in erster Linie kostenfrei im Rahmen von Landesaufträgen. Im Sinne des gesetzlich geforderten nicht-diskriminierenden Zugangs zu öffentlichen Informationen regeln Nutzungsbestimmungen und Preisliste die Weiterverwendung außerhalb von öffentlichen Aufträgen.

## GIS-Steiermark im Internet
Der „Digitale Atlas der Steiermark“ ist eine freie Web-Anwendung, mit der ein Großteil der Inhalte des GIS-Steiermark frei abgefragt und visualisiert werden kann. Eine Übersicht der Web-Kartendienste findet man auf der GIS-Steiermark Homepage. Beispiele sind Basiskarten mit Adressen, Luftbilder, Inhalte aus der Raumplanung, Klimaatlas, Wasserinformation, Verkehr, Naturschutz, Geologie u. v. a. m.
GIS-Steiermark ist zusammen mit den anderen Ländern Österreichs Partner im Geodatenverbund der österreichischen Länder geoland.at. Ein weiteres Kooperationsprojekt ist basemap.at, diese internetfähige Grundkarte von Österreich, basiert auf den amtlichen Geodaten der neun Länder und deren Partnern.